# Station Helmsdale
Station Helmsdale (Engels: Helmsdale railway station) is het spoorwegstation van de Schotse plaats Helmsdale. Het station ligt aan de Far North Line en is geopend in 1874.

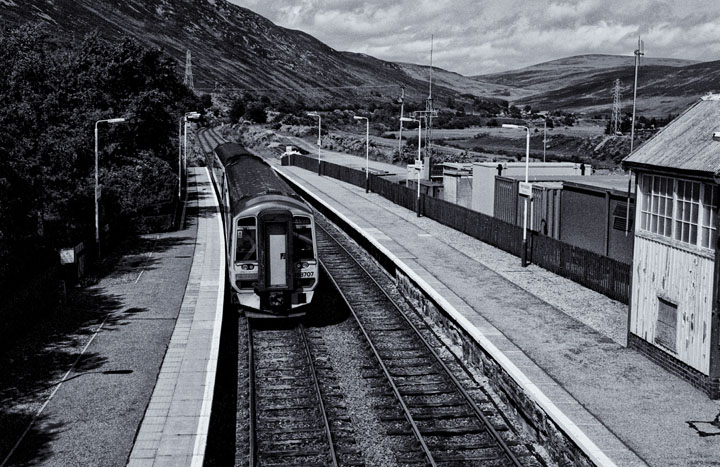
Landschap bij station Helmsdale